# Château d'Aubusson
Le château d'Aubusson (parfois aussi appelé le Chapitre ; Chastèl d'Aubussó en occitan) est une ruine du château-fort médiéval construit entre les Xe et XIIIe siècles par les vicomtes d’Aubusson, situé sur la commune d'Aubusson, dans le département de la Creuse, région Nouvelle-Aquitaine, en France.

## Présentation
L'ensemble des ruines est constitué par un pan de mur sud et une partie du pan de mur ouest des constructions de 1470-1475.

## Historique
Chef-lieu d'une vicomté à l'époque carolingienne, il fut réuni à la Marche en 1260 par Hugues de Lusignan, comte de la Marche. Culturellement, le complexe du château ainsi que le village furent un lieu de réunion important pour les plus illustres troubadours du Limousin .
Vers le milieu du XIIIe siècle, la seigneurie du Monteil, à laquelle le site du château appartenait, fut séparée de celle d'Aubusson et passa à une branche de la famille dite du Monteil-au-Vicomte d'où sortait Pierre d'Aubusson, Grand maître de l'ordre de Saint-Jean de Jérusalem en 1476-1503.
Le château fut détruit en 1632 sur ordre du cardinal de Richelieu, afin d’enlever aux huguenots tout moyen de résistance militaire. Ses pierres ont ensuite servi à construire une partie des maisons du vieil Aubusson - comme par exemple la maison des Vallenet - ainsi que le pont de la Terrade.
Vendu comme bien national à la Révolution, le château fut utilisé par les habitants comme carrière.
En 1885-86, un « Musée d'Aubusson » fut construit par l'architecte Albert Mazet au sein même des ruines du château, faisant corps avec une partie des murs médiévaux. Ce petit musée fut détruit en 1934.
Le château est inscrit au titre des monuments historiques en 1964.
Il ne reste aujourd’hui qu’un pan de donjon rectangulaire, la muraille attenante et la base de la tour carrée du XIIIe siècle.

## Architecture
Comme son histoire, l'architecture du lieu a grandement évolué en deux millénaires, passant d'une simple tour de guet sous l'Empire romain à une quasi-citadelle à l'époque médiévale et retombant à l'état de ruine après sa destruction par Richelieu et son utilisation en carrière par les révolutionnaires.
D'après un document du 18e siècle, le château médiéval se composait d'un corps de logis rectangulaire encadré de deux grosses tours rondes. Le corps de logis était divisé par un mur de refend en deux appartements. Une tour carrée d'escalier à vis s'élevait en avancement sur la façade. Des fossés entouraient le château au nord et à l'ouest.
Avant sa démolition sur ordre du roi de France, la forteresse était réputée inexpugnable, de plus :

« certains prétendent que des souterrains mystérieux en partent, aboutissant en des lieux divers et parfois très éloignés (le sous-sol de l’ancienne école « Jeanne d’Arc entre autres, ou.. le soubassement du château du Fôt) »

La tour nord est la partie la mieux conservée de nos jours avec, au rez-de-chaussée, une salle voûtée en berceau.

## Galerie

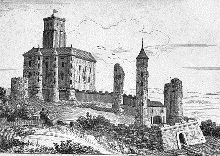
Illustration du Chapitre d'Aubusson (XVIIe siècle, avant sa destruction).
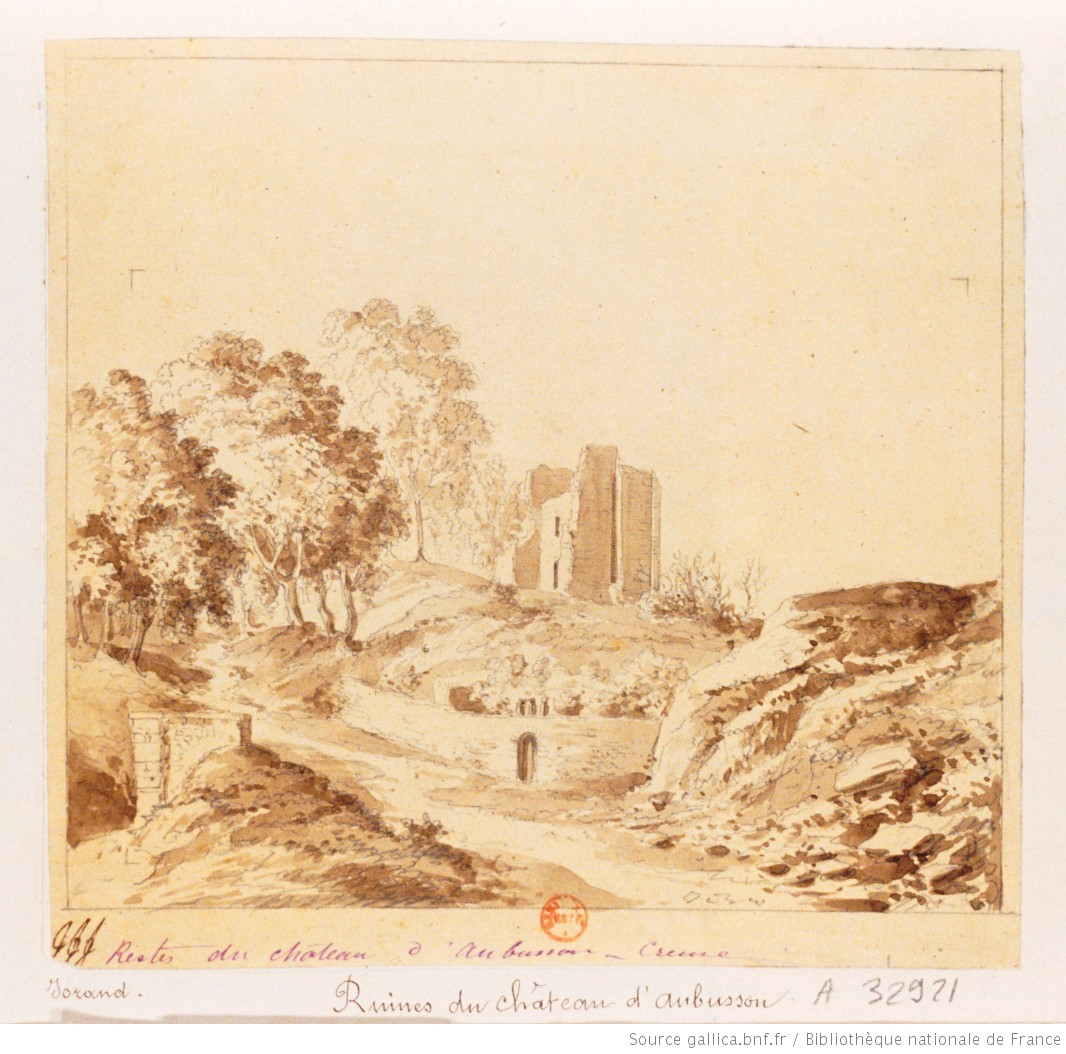
Restes du château d'Aubusson[8], par Jean-Baptiste-Joseph Jorand[9], vers 1820.
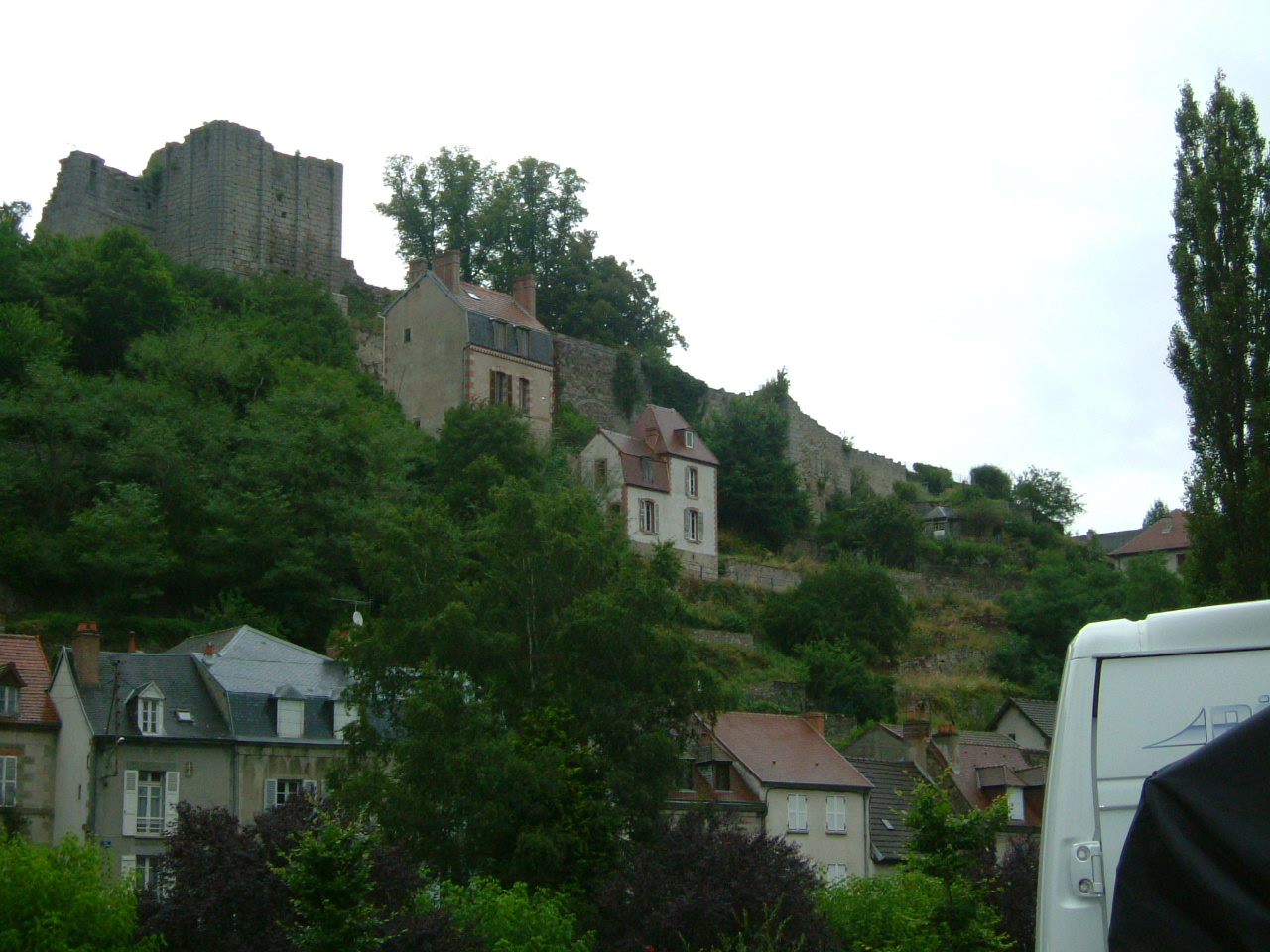
Vue générale de la colline du château, depuis l'esplanade F.-Mitterrand (2008).
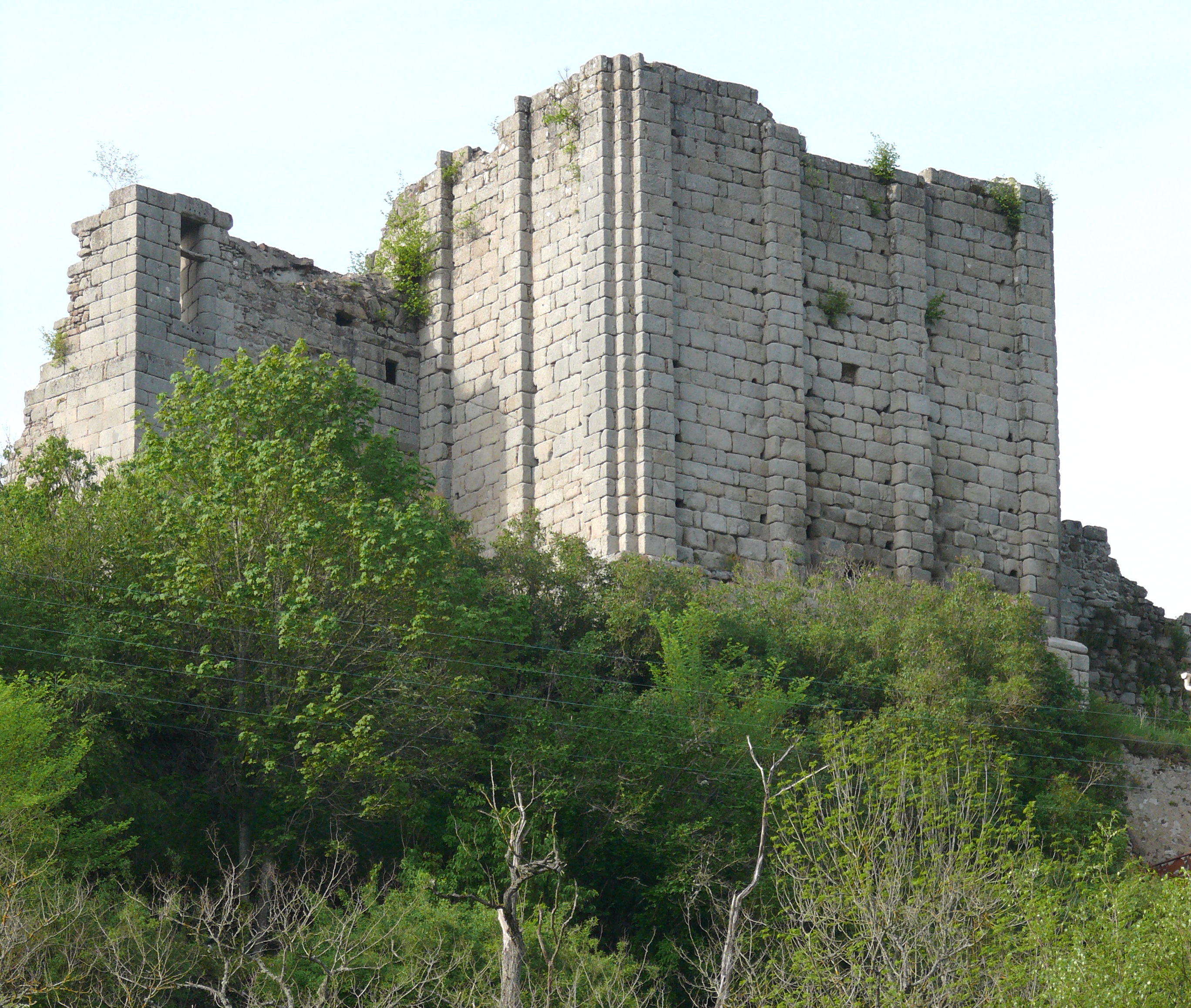
Plan rapproché sur le pan de donjon restant.
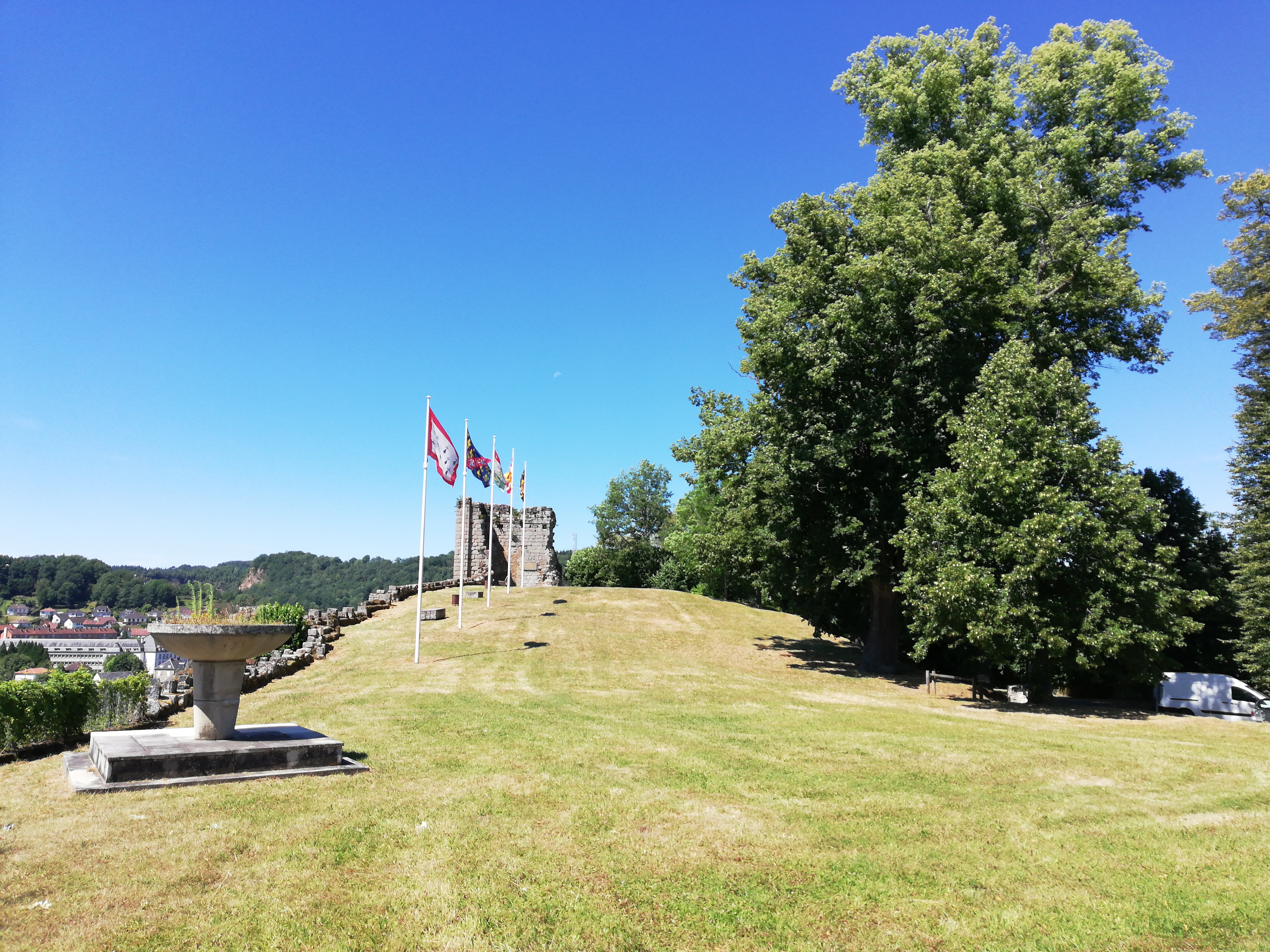
Parc des ruines et son chêne multi-centenaire sur la colline du Chapitre
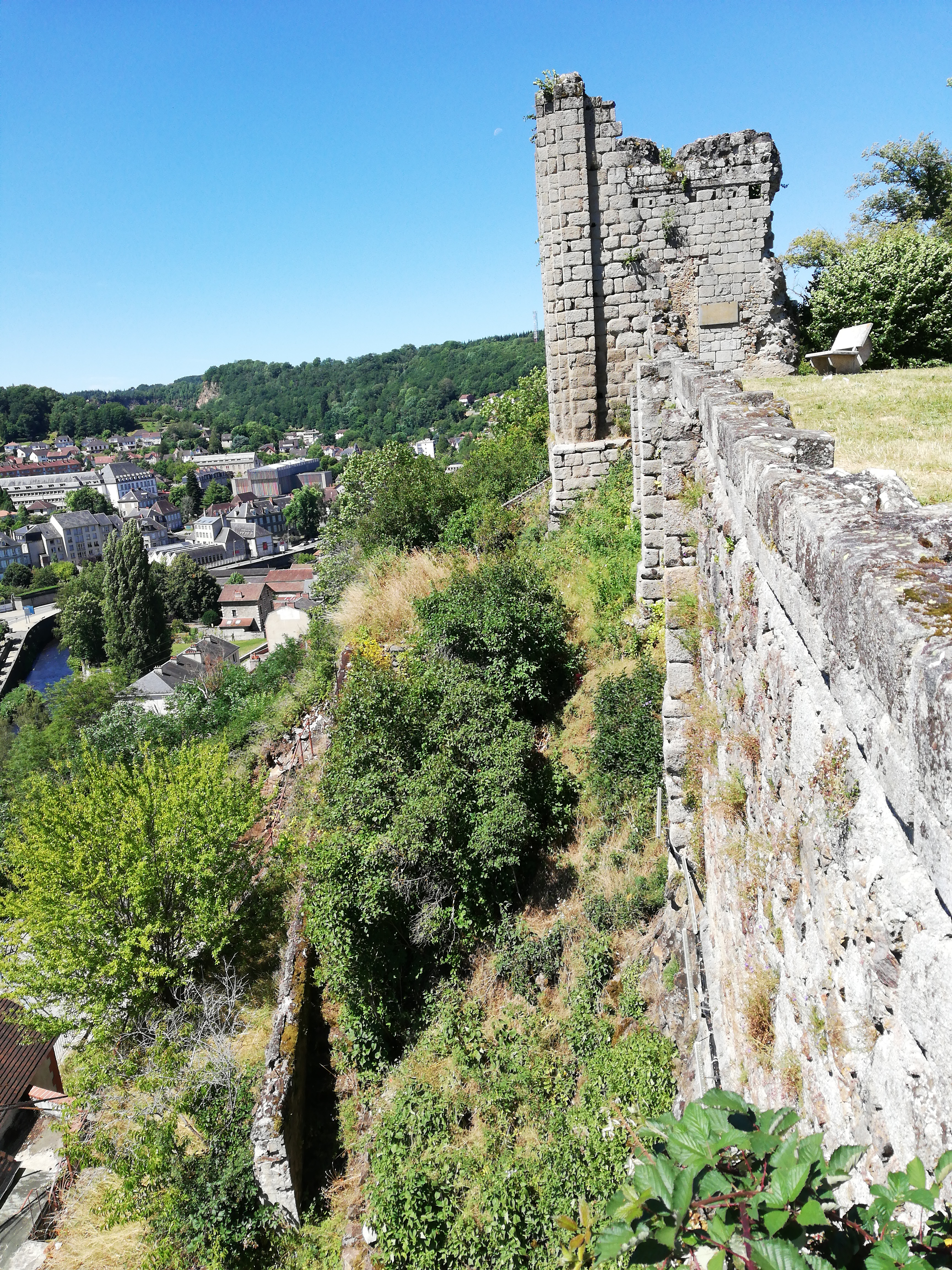
Ruines des remparts et donjon (côté sud)
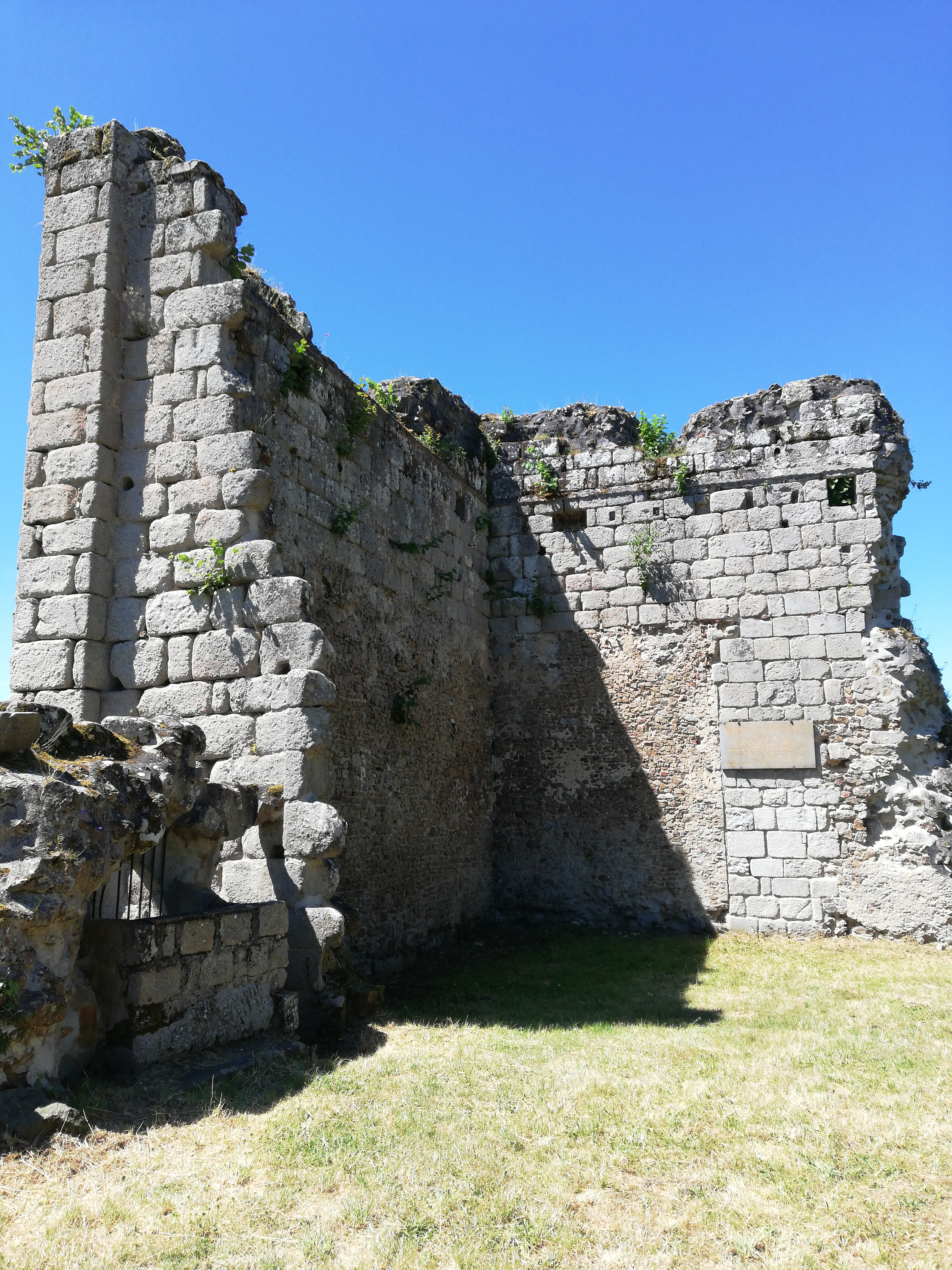
Donjon du château
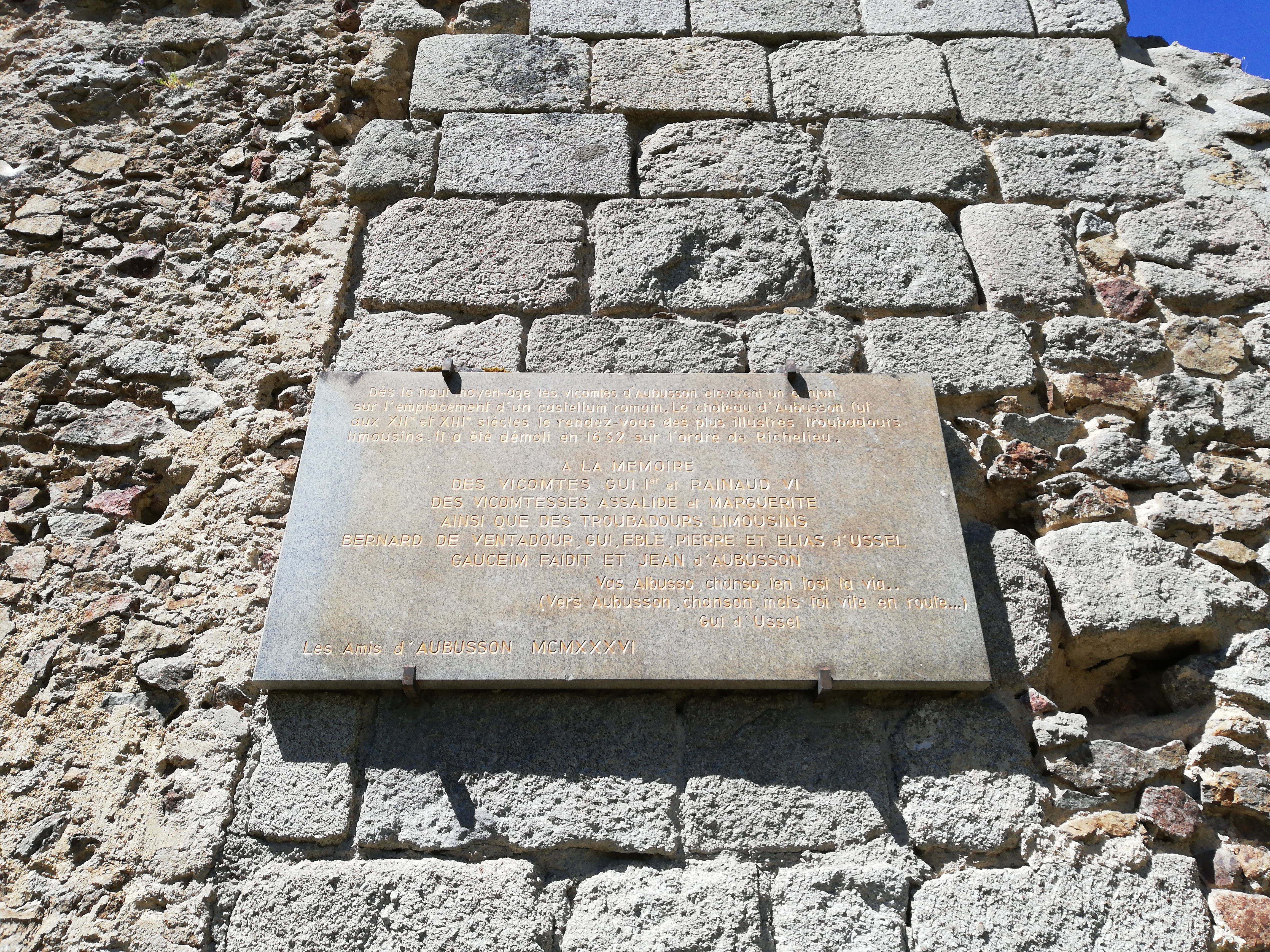
Plaque mémorielle du donjon
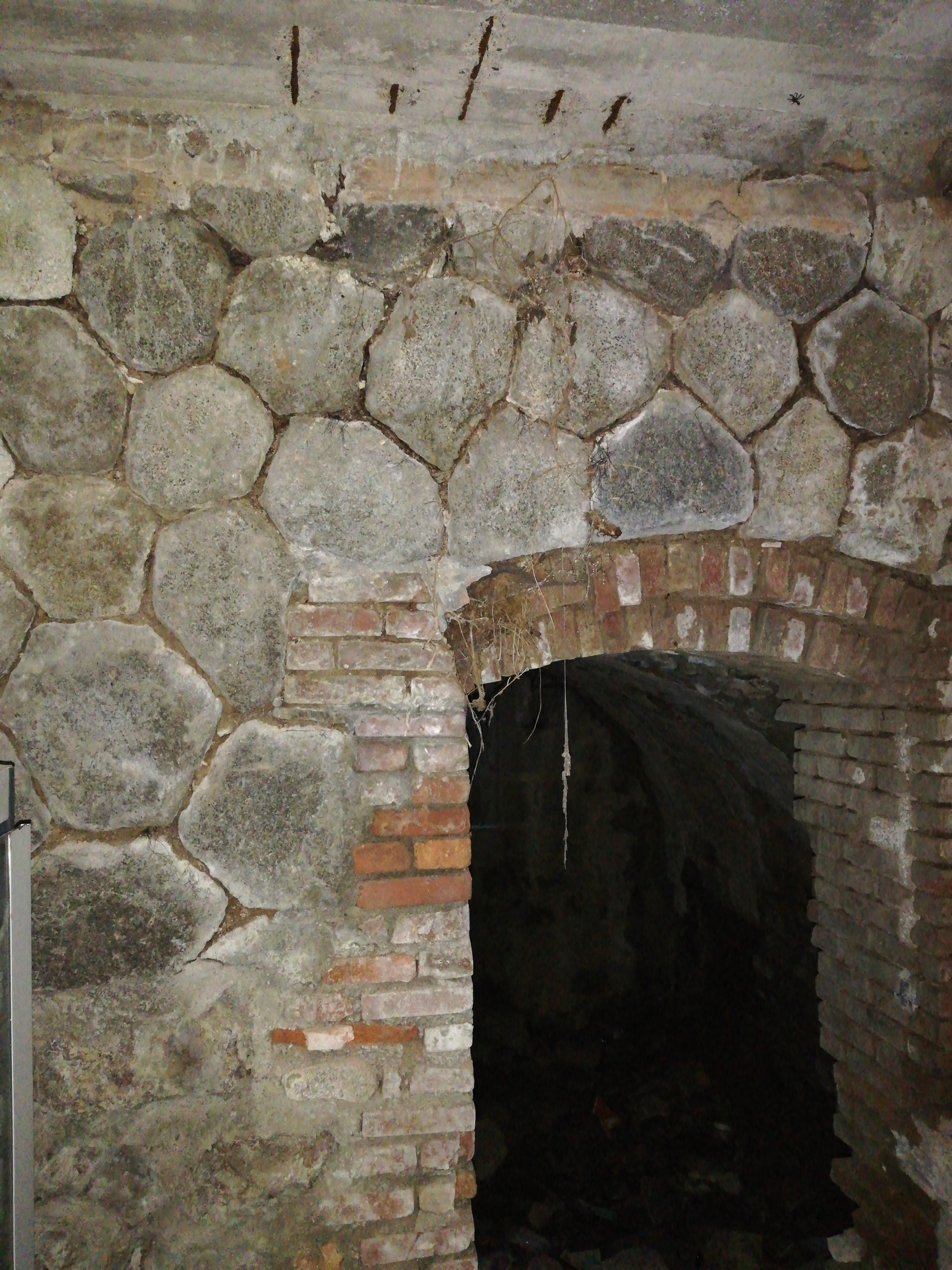
Soubassements du château d'Aubusson et ses pierres de taille hexagonales

### Pages externes
- Ressource relative à l'architecture :   - Mérimée
- Dessin du début du XVIIe siècle
- Carte postale ancienne reprenant l'architecture pré-1632
- Vue d'artiste, d'après documents historiques, du château au XVe siècle